# 5953 Shelton
5953 Shelton este un asteroid din centura principală de asteroizi.

## Descriere
5953 Shelton este un asteroid din centura principală de asteroizi. A fost descoperit pe 25 aprilie 1987 la Observatorul Palomar de Carolyn S. Shoemaker și Eugene M. Shoemaker. Asteroidul prezintă o orbită caracterizată de o semiaxă mare de 2,32 ua, o excentricitate de 0,17 și o înclinație de 24,0° în raport cu ecliptica.